# Station Bolesławiec Piastów
Station Bolesławiec Piastów is een spoorwegstation in de Poolse plaats Bolesławiec.